# 刘玉林 (1931年)
刘玉林（1931年1月—），男，辽宁沈阳人，中华人民共和国政治人物，曾任贵州省人民政府副省长，贵州省人大常委会副主任，第九届全国人大代表。